# RAYNET
Das Radio Amateurs’ Emergency Network RAYNET ist die Vereinigung von Funkamateuren für Notfunk im Vereinigten Königreich. Während Notfunk-Teams in anderen Ländern ausschließlich in Katastrophen- oder Großschadensfällen agieren, arbeitet die Vereinigung auch bei großen öffentlichen Veranstaltungen unterstützend mit. So sind RAYNET-Teams z. B. bei Marathons wie dem Great Scottish Run u. a. beteiligt.

## Geschichte
Die Organisation wurde als Reaktion auf die Flutkatastrophe von 1953 gegründet, um die Infrastruktur der Funkamateure im Bedarfsfall der Öffentlichkeit zur Verfügung zu stellen. Heute arbeiten rund 2000 Mitglieder, um mehrere hundert Ereignisse und Veranstaltungen im Jahr funktechnisch zu unterstützen.
Die Organisation unterstützt professionelle und ehrenamtliche Hilfsorganisationen im ganzen Land.

## Teams
Die Organisation hat folgende Teams gebildet:
- National Administration
- Emergency Planning
- Information Systems
- News
- Publicity
- Supplies
- Technical
- Training